# Ornontowice
Pour les articles homonymes, voir Ornontowice (homonymie).
Ornontowice est un village polonais de la voïvodie de Silésie et du powiat de Mikołów. Il est le siège de la gmina d’Ornontowice et comptait 5 291 habitants en 2008. 